# 陳伯山
陳伯山（550年—589年），南北朝陳朝鄱陽王，字靜之。世祖文帝陳蒨第三子，母親為嚴淑媛。

## 生平
陳伯山為人英偉，舉止閑雅，喜慍不形於色，陳蒨非常器重他。當初陳霸先建立陳朝時，剛剛得到天下，諸王受封時儀注多有闕漏，及至陳伯山受封時，陳蒨意欲隆重其事，天嘉元年（559年）七月丙辰日，封陳伯山為鄱陽王。陳蒨乃遣散騎常侍、度支尚書蕭睿持節兼太宰告於太廟；又遣五兵尚書王質持節兼太宰告於太社。同年十月，陳蒨到臨軒策命，又敕令王公已下並醼於鄱陽王府第。仍授任陳伯山為東中郎將、吳郡太守。天嘉六年（565年），轉任為緣江都督、平北將軍、南徐州刺史。天康元年（566年），進號為鎮北將軍。
叔父陳頊輔政時，不欲令陳伯山駐守邊境，遂於光大元年（567年），徙封陳伯山為鎮東將軍、東揚州刺史。太建元年（569年），陳頊即位後，徵陳伯山入朝為中衛將軍、中領軍。太建六年（574年），又任命為征北將軍、南徐州刺史。尋為征南將軍、江州刺史。太建十一年（579年），入朝為護軍將軍，加開府儀同三司，仍給鼓吹并扶。陳叔寶即位後，進號為中權大將軍。至德四年（586年），出為持節、都督東揚豐二州諸軍事、東揚州刺史，加封侍中，餘職並如以前。禎明元年（587年），母親嚴淑媛逝世，因而去職。明年，又起任為鎮衛大將軍、開府儀同三司，給班劍十人。禎明三年（589年）正月薨，當時年僅四十歲。
因為陳伯山性格寬厚，風度儀表優美，又於諸王中年歲最長，後主陳叔寶深深敬重他，每當朝廷有冠婚饗醼之事，必定使陳伯山為主。及嚴淑媛逝世，陳伯山居喪時因為孝順而出名。陳叔寶曾經駕臨吏部尚書蔡徵的府第，因此往弔唁嚴淑媛，陳伯山號慟殆絕，因此，起為鎮衛將軍，陳叔寶仍謂群臣曰：「鄱陽王至性可嘉，又是西第之長，豫章已兼司空，其亦須遷太尉。」未及下詔而陳伯山逝世，後來正值陳朝覆亡，遂無贈諡號給陳伯山。

## 家庭
据《新唐书宰相世系表》记载，有三子一孫：
- 陈君范，隋朝温令。
- 陈君通，淄州刺史。
  - 陈矩，穆州刺史。
- 陈君宾，虔州刺史。

## 資料來源
- 《陳書》卷二十八 列傳第二十二 世祖九王

## 外部連結
[在维基数据编辑]
 《南史/卷65》，出自李延壽《南史》